# Lička Plješivica
Lička Plješivica hegység Horvátországban, Bosznia-Hercegovina határán, a Dinári-hegység része.

## Nevének eredete
A Lička Plješivica legkorábbi ismert neve a latin „Alpes Ferreae” volt. A 16. századig a „Vražji vrtal” (Ördögi kert) névvel is illették. A török hódítások alatt a hegység fontos szerepet játszott, mint természetes akadály. A mai Horvátországban a Plješivica vagy Lička Plješivica név terjedt el. I-zős nyelvjárású formája a „Plišivica”. A boszniai oldalon Plješevicának vagy Lička Plješevicának nevezik. A Habsburg Monarchia régi katonai térképeire (1763-1787) a „Plissevica” nevet, a későbbi térképekre (1869-1887) pedig a „Plješevica” nevet írták. A „plješiv” a tar, kopasz jelentésű régi horvát melléknév, ami azt jelenti, hogy a hegyen nem voltak fák. Rokonértelmű a magyarországi Pilis hegynévvel. A „lička” előtag azt jelenti, hogy likai, megkülönböztetésül a hasonló nevű szamobori hegytől.

## Fekvése
A Plješivica több mint 100 kilométer hosszúságban, északnyugat-délkelet irányában húzódik az északnyugati Plitvicei-tavaktól a Poštak-hegyig, délkeleten pedig a Zrmanja-folyó forrásáig. Likát az Unamentétől (Pounj) és a boszniai Krajinától (Bosanska krajina) választja el. Nyugati lejtői a likai Korenicai- és a Korbavai-mezőből emelkednek ki, lejtői pedig az Una felső folyásának szurdokába ereszkednek, amely egy nagyobb szakaszon határt képez Bosznia és Horvátország között. Területének legnagyobb részét sűrű erdők borítják.
A hegység a Medvjeđak-hegyről (884 m) és annak 8 km hosszú gerincéről indul, a Plitvicei-tavak területén, ahol a Kis-Kapela legkeletibb gerincei érnek véget. Ezt követik a szűkebb értelemben vett Lička Plješivicát alkotó hegygerincei és csúcsai, melyek közül a legmagasabbak az Ozeblina (1657 m) és Gola Plješivica (1647 m). Ennek a masszívumnak a legdélibb nagyobb hegyei a Kremen (1590 m) és a legdélebbi a Poštak (1425 m) a Zrmanja forrása felett, amelyeket a Lička Plješivicán belül gyakran külön hegységnek tekintenek.

## Leírása
A Medvjeđak-hegy legmagasabb csúcsa az Oštri Medvjeđak a Plitvicei-tavak felett magasodik. Alulról nézve az egész Medvjeđak egy feltűnően erdős hegy képét mutatja. 8 km hosszan elnyúló lejtős alakzatán a legmagasabb Oštri Medvjeđak mellett kiemelkednek a Tupi Medvjeđak (868 m) és a Turčić (801 m) csúcsai. A 19. században turistautakat építettek Medvjeđakig, és a mai jelzések nagyrészt ezeket a régi utakat követik. Az első útvonal Tupi Medvjeđak tetejére 1894-ben épült, 1900-ban pedig a Királyi Erdőszolgálat épített erdei utat az akkori szállodától Oštri Medvjeđak tetejéig. Ezt az utat Habsburg-Lotharingiai Lipót Szalvátor főherceg felesége után Blanka útjának nevezték el.
A hegység legjelentősebb csúcsai az Ozeblin (1657 m), a Gola Plješivica (1646 m) és a Kremen (1591 m) a hegylánc elején és végén találhatók.
A Gola Plješivica Korenica városa felett a Plješivica-hegység északi részén található.
A nagyon vonzó kilátással rendelkező csúcs évek óta megközelíthetetlen volt a belépésre vonatkozó katonai tilalom miatt. A csúcson ugyanis a JNA Plješevica (RP Plješevica) radarállomása állt. Ide telepítették elsődleges radarként a brit Marconi S-600 radart, amely 400 km hatótávolsággal figyelemmel kísérhette Olaszország, Ausztria és Magyarország nagy részének légterét.

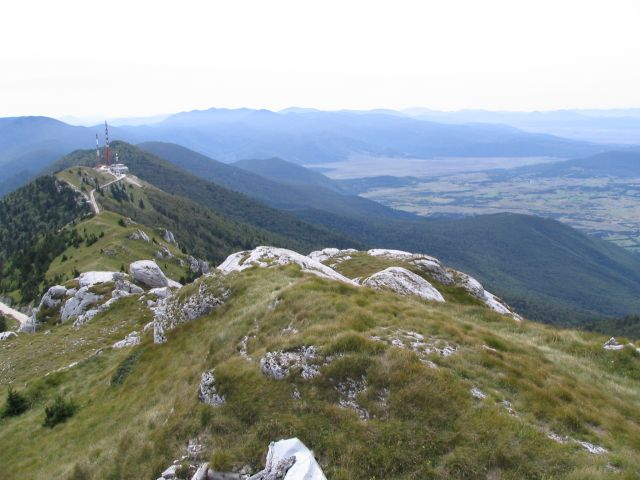
Kilátás a Gola Plješivica csúcsról (1646 m) Likában

A Lička Plješivica legmagasabb csúcsa az Ozeblin, a Plješivica központi részén, Udbina városa felett található. Hosszúkás, füves, fennsík alakú tetején egy nagy rozsdás fémlemez áll, amelyet korábban telekommunikációs célokra használtak. Fentről tágas kilátás nyílik Likára, a Velebitre, a Korbáviai-mezőre, Gola Plješivicára, Donji Lapacra és távolabb, a boszniai hegyekre.
A Kremen Horvátország ötödik legmagasabb hegye, a Dinara, a Biokovo, a Velebit és a Lička Plješivica (szűk értelemben vett) mögött. Ugyanazok jellemzik, mint a többi likai hegységet. Sziklás és erdős, további varázsát pedig a legtetejétől nyúló széles kilátás adja. A teteje füves, a sziklák felett beton geodéziai ponttal, alatta erdősávval. A Kremen Zára megye legmagasabb csúcsa. Mivel a csúcsgerinc és maga a csúcs kiemelkedik az erdő felett, a kilátás kiváló az Ozeblinre, a Lika-felföldre, a Velebitre és a bosnyák hegyekre.
Poštak egy festői hegy, három sziklás csúccsal. A legmagasabb pontja egy kis fennsík, amelynek közelében gyorsan lejt az északnyugati oldal felé. Számos térképen a Poštakot Kečina kosa névvel jelölik, de a hegymászók között a Poštak név érvényesült. A hegyet szinte teljes egészében kiterjest pázsit borítja, kevés erdővel és sok karszt jellemzővel. Távolról különösen kiemelkedik a teteje alatti meredek, szinte levágott lejtő. A tágas kilátás mellett a hegymászás érdekessége a füves lejtőn, a jelzett ösvény mellett, 1200 méteres magasságban a szokatlan formájú kőalakzatok látványa. A geológusok eredetét eoliai erózióval magyarázzák, azt állítva, hogy a bóra éles, dolomitos homokszemeket hordozó kövei köszörülték le, és csak a kőzet keményebb részeit hagyták meg. A kilátás a tetejéről Velebit déli részéig, a Gutešin vrh, Osječenica és Dinara körüli rétekig terjed.

## Vizei
A Klokot egy kicsi, rövid folyó, az Una bal mellékfolyója. Bihácstól nem messze ered, átfolyik Klokot falun, majd 4,5 km után az Unába ömlik. Erős sodrású és kissé lassú folyású folyó, amelynek forrásánál néhány zuhatag található, amely néhány száz méterre található az egykori Željava repülőtértől, a Plješevica-hegység tövében. Medrében a vízi növényzet meglehetősen hangsúlyos. A Klokot folyásának nagy részében Bihács szélesebb határában folyik, amelyet Plješevica lejtői vesznek körül. A folyó mélysége 0,5 és 4 m között mozog. A Klokot tipikus hegyi folyó. Az átlagos vízhőmérséklet 8-10 fok között mozog. Az alját különféle vízi növények és algák borítják, amelyek a rákok és a fiatalkori halak élőhelyei. Ennek a folyónak a partja nem erdős. A Klokot szinte az egész folyása során réteken és legelőkön át folyik, kivéve a forrás közelében lévő részt, amelyet sűrű örökzöld fák vesznek körül. Körülbelül 200 méterrel az Una torkolata előtt van egy híd, amelyen át az M5-ös főút Bihács felől az izačići határátkelő irányába halad.

## Növényvilág
A Plješivica területének északi és középső gerincét nagyrészt sűrű bükk- és fenyőerdő borítja, míg délen a füves legelők dominálnak. Hegyi szikláin egy tucat különleges endemika nő, például dalmát kankalin (Primula portenschlagiana), hegyi szegfű (Dianthus monanthos) és mások.